# Mjoön (Luleå)
Mjoön is een Zweeds eiland behorend tot de Lule-archipel. Het eiland ligt 1000 meter ten noordwesten van Småskär in de Botnische Golf. Het heeft geen vaste oeververbinding en heeft anno 2008 enige bouwsels, waarschijnlijk noodcabines en/of zomerverblijven. Het komt nauwelijks 10 meter boven zeeniveau uit. Het heeft enige meertjes en moerassen.